# Блиссетт, Лутер
Лу́тер Лойд Бли́ссетт (англ. Luther Loide Blissett, английское произношение: ['lu:θə 'blɪset]; 1 февраля 1958) — английский футболист и футбольный тренер. Наиболее известен по выступлениям за футбольные клубы «Уотфорд», «Милан» и «Борнмут», также за сборную Англии.
Помог «Уотфорду» выйти из Четвёртого в Первый дивизион Футбольной лиги, став лучшим бомбардиром высшего дивизиона чемпионата Англии в сезоне 1982/83. Является рекордсменом «Уотфорда» по количеству проведённых матчей (503) и забитых голов (186).
В 1983 году перешёл в итальянский клуб «Милан» за 1 млн фунтов, однако по окончании сезона 1983/84 вернулся в «Уотфорд» за половину от этой суммы.
Провёл 14 матчей за сборную Англии и забил 3 гола (хет-трик в матче против Люксембурга).
После завершения карьеры игрока работал тренером, а также спортивным комментатором.
С середины 1990-х годов имя «Лутер Блиссетт» часто использовалось как литературный псевдоним.

## Клубная карьера
Уроженец Фалмута (Ямайка), Блиссетт начал футбольную карьеру в команде «Кингфишер Ют» из Воскресной лиги Брента, а после окончания школы летом 1974 года подписал любительский контракт с клубом «Уотфорд». В 1975 году подписал профессиональный контракт, в сезоне 1975/76 провёл за первую команду три матча в Четвёртом дивизионе. В сезоне 1977/78 закрепился в основном составе «шершней» под руководством Грэма Тейлора, сыграв в 33 матчах и забив 6 голов. По итогам сезона «Уотфорд» получил право сыграть в Третьем дивизионе. В сезоне 1978/79 забил 21 гол в 41 матче Третьего дивизиона и помог «Уотфорду» выйти во Второй дивизион. В последующие три сезона «Уотфорд» выступал во Втором дивизионе, в 1982 году клуб впервые вышел в Первый дивизион Футбольной лиги — высший дивизион английского чемпионата.
В своём дебютном сезоне в высшей лиге «Уотфорд» занял второе место в чемпионате, а Блиссетт стал лучшим бомбардиром Первого дивизиона, забив 27 голов.
В июне 1983 года Блиссетт перешёл в итальянский клуб «Милан», заплативший за его трансфер 1 млн фунтов. В Италии нападающий был не столь эффективен, как в Англии, забив лишь 5 голов в 30 матчах за «россонери». Существует городская легенда, согласно которой «Милан» перепутал Блиссета с другим игроком «Уотфорда» Джоном Барнсом и подписал «не того игрока», но маловероятно, что это соответствует действительности.
После неудачного сезона в «Милане» итальянцы продали Блиссетта обратно в «Уотфорд» за 550 тысяч фунтов. В первом сезоне после возвращения в Англию Блиссетт забил 21 гол в чемпионате. В сезоне 1986/87 он помог «шершням» дойти до полуфинала Кубка Англии. Однако уже в 1988 году клуб выбыл во Второй дивизион (тогда Блиссетт забил только 4 гола в 25 матчах чемпионата). Он продолжал играть за «Уотфорд» до ноября 1988 года.
В ноябре 1988 года Блиссетт перешёл в «Борнмут» за 60 тысяч фунтов. В сезоне 1988/89 он забил 19 голов в 30 матчах Второго дивизиона. В следующем сезоне он забил 18 голов, однако «Борнмут» выбыл в Третий дивизион. В сезоне 1990/91 Блиссетт забил 19 голов за команду Гарри Реднаппа в Третьем дивизионе.
В 1991 году снова вернулся в «Уотфорд», проведя за команду сезон 1991/92. Забил 10 голов в 42 играх Второго дивизиона. В следующем сезоне играл за «Вест Бромвич Альбион» на правах аренды.
В 1993 году перешёл в «Бери». На правах аренды сыграл за североирландский «Дерри Сити», английские «Мансфилд Таун» и «Саутпорт». В 1994 году завершил профессиональную карьеру, после чего ещё пару лет играл за любительские команды из нижних дивизионов английской футбольной пирамиды.

## Карьера в сборной
В 1979 году провёл четыре игры за сборную Англии до 21 года.
13 октября 1982 года дебютировал за главную сборную Англии, выйдя на замену в матче против сборной ФРГ. Стал одним из первых чернокожих футболистов в истории национальной сборной Англии. 15 декабря 1982 года впервые вышел в стартовом составе сборной Англии на матч против сборной Люксембурга, сделав в нём хет-трик. Таким образом он стал первым афробританцем, сделавшим хет-трик в составе сборной Англии. В дальнейшем провёл за сборную ещё 13 матчей, но больше не забивал.

## Тренерская карьера
В феврале 1996 года вошёл в тренерский штаб Грэма Тейлора в «Уотфорде». Работал тренером в клубе до 2001 года, но после прихода Джанлуки Виалли покинул тренерский штаб «шершней».
В мае 2002 года вошёл в тренерский штаб клуба «Йорк Сити».
15 февраля 2006 года был назначен главным тренером клуба Южной футбольной лиги «Чешем Юнайтед». В 2007 году он даже сам выходил на замену в двух матчах своей команды. По окончании сезона 2006/07 покинул клуб, заявив, что собирается заняться автогоночным проектом Windrush Motorsport с целью принять участие в автогонке «24 часа Ле-Мана».
27 марта 2010 года вошёл в тренерский штаб клуба «Хемел Хемпстед Таун». Летом 2016 года был назначен футбольным директором клуба «Бернем». Короткое время был исполняющим обязанности главного тренера клуба.

## Достижения
«Уотфорд»
- Чемпион Четвёртого дивизиона: 1977/78
- Вице-чемпион Третьего дивизиона: 1978/79
- Вице-чемпион Второго дивизиона: 1981/82
- Вице-чемпион Первого дивизиона: 1982/83

Сборная Англии
- Победитель Домашнего чемпионата: 1982/83

Личные достижения
- Лучший бомбардир Первого дивизиона: 1982/83

## Вне футбола
Блиссетт работал телевизионным комментатором на каналах Channel 4 и Bravo, освещая события итальянской Серии A.
Вместе с бывшими одноклубниками по «Уотфорду» и сборной Англии Джоном Барнсом и Лесом Фердинандом основал гоночную команду Team48 Motorsport с целью продвижения молодых автогонщиков афро-карибского происхождения. В 2008 году команда Блиссетта подала заявку на участие в чемпионате Великобритании среди легковых автомобилей.
В 2022 году Блиссетт был награждён Орденом Британской империи (OBE) в знак признания его заслуг в футболе и благотворительности.
Псевдоним «Лутер Блиссетт» используется радикальными активистами в различных неоистских перформансах, пранках, розыгрышах. Это началось в Италии в 1994 году, после чего его имя использовалось художниками, андеграундными обозревателями, поэтами, исполнителями и коллективами сквоттеров в городах по всей Европе и в Южной Америке. В 1999 году коллектив итальянских авторов под псевдонимом «Лутер Блиссетт» выпустил роман «Q», который был продан тиражом в сотни тысяч экземпляров и был переведён на десять разных языков. Сам Блиссетт заявил, что у него никто не спрашивал разрешения на использование его имени. В 2004 году в эфире на канале ITV он в шутку процитировал фразу из итальянского манифеста Luther Blissett Project о том, что «любой может быть Лутером Блиссеттом», просто взяв себе имя «Лутер Блиссетт».